# Jakub Karel Berka
Jakub Karel Berka, OPraem (* 9. ledna 1962, Vejprty) je český římskokatolický duchovní, známý z dob svého působení na Svatém Kopečku u Olomouce. Později byl farářem v jihočeském Milevsku (2001–2013), dále duchovním správcem u kostela sv. Cyrila a Metoděje v Praze-Nebušicích (2013–2018) a v současnosti je farářem u baziliky sv. Ludmily v Praze-Vinohradech. Jeho bratr Justin Berka je převorem vyšebrodského kláštera.

## Životopis
Pochází ze severních Čech. Po střední škole studoval Cyrilometodějskou bohosloveckou fakultu v Litoměřicích. Jáhenské i kněžské svěcení přijal z rukou kardinála Františka Tomáška v Praze v roce 1988.
V letech 1990–1992 byl kaplanem v Jihlavě. Poté byl do roku 2001 farářem na Svatém Kopečku u Olomouce, kde mj. zažil návštěvu papeže Jana Pavla II. Zasloužil se o povýšení kostela na Svatém Kopečku na baziliku minor. Za jeho působení zde probíhala řada hudebních akcí, např. koncerty Jarka Nohavici, Marty Kubišové, Báry Basikové, Daniela Hůlky, Bambini di Praga, Hradišťanu, premiérově zde bylo uvedeno i velikonoční chrámové oratorium Pavla Helebranda Evangelium podle houslí. Svatý Kopeček se tak za jeho přítomnosti stal vyhlášeným kulturním centrem. V místní bazilice Navštívení Panny Marie se konaly i romské poutě.
Po devíti letech na Sv. Kopečku přešel do Milevska na jihu Čech. Od září 2013 do října 2018 byl administrátorem farnosti v Praze-Nebušicích. Nyní je farářem baziliky  sv. Ludmily na Královských Vinohradech.
Po 19 let redigoval sborník pro homiletiku a kněžskou spiritualitu FERMENTUM.

## Ocenění
- Cena města Olomouce (2001), udělena za kulturní činnost[3]
- Pamětní medaile „CUM GRATIA MAGNA CIVITATIS MILEVSKO“ (2014) za kulturní činnost
- Čestná medaile obce Chyšky
- Záslužný kříž ministra obrany ČR (2022)